# Santa Lucía (Artemisia Gentileschi)
Santa Lucía es un lienzo atribuido a la pintora caravaggista Artemisia Gentileschi, ejecutado entre los años de 1642 y 1644, durante su última etapa en Nápoles, tras su regreso de Londres. Forma parte de la colección del Museo Soumaya.

## Descripción de la obra
En este cuadro se retrató a Santa Lucía, mártir cristiana que murió durante la persecución de los cristianos de Diocleciano. Según la tradición, Lucía de Siracusa, proveniente de una familia rica, se consagró a Dios realizando un voto de castidad, sin embargo su madre la comprometió con un pagano. Al curarse esta tras rezarle a Águeda de Catania, decidió romper el compromiso de su hija y donase sus riquezas a los pobres, aunque el pretendiente la denunció por ser cristiana. Fue arrestada y se negó a abjurar del cristianismo, por lo que se dio la orden a los soldados de llevarla a un lupanar y que fuera violada, pero no la pudieron mover; tras este acontecimiento se ordenó que le sacaran los ojos y, pese a ello, Lucía continuaba mirando, por lo que el cónsul Pascasio la mandó a decapitar, poniéndole fin a su martirio.
Se ve a la santa con el cuerpo rotado de tres cuartos y con la mirada hacia el espectador. Sobre su cabeza porta una corona de rosas en distintas tonalidades; en su mano izquierda sostiene una palma, el atributo iconográfico de los santos mártires, y en la derecha un plato con dos ojos, en el torso se le observa una cuerda que corre desde el hombro izquierdo a la cadera. Lo primero conforma la iconografía más común de Santa Lucía. Sus ropas son de un tono amarillento con mangas abullonadas y debajo de estas se muestra una manga de color borgoña metálico con la de la camisa blanca asomando en el puño. La envuelve un manto verde metálico, que se puede apreciar por el juego de luces y sombras.

## Atribución
En uno de los catálogos razonados elaborados sobre la artista italiana, se clasificó un cuadro que perteneció al acervo de Stanislao Poliastri, arzobispo de Rossano, en el que se habla de una obra en la que se retrató a la mártir Santa Lucía, probablemente siendo el único cuadro de Gentileschi con este tema y que se ha considerado perdido.
Sin embargo, el investigador en arte napolitano, Nicola Spinosa, ha estudiado y propuesto que la obra fue ejecutada por Artemisia Gentileschi.